# Marshall (Liberia)
Marshall es una población costera de Liberia de la región de Margibi. Se sitúa en la orilla occidental de la desembocadura del estuario que conforman los ríos Junk, Farmington y Gbage con el Océano Atlántico. Fue un asentamiento estadounidense que se incorporó como territorio en la constitución de 1847, con un gobernador elegido por el Poder Ejecutivo de Liberia. Está comunicada con Monrovia por un tramo de carretera casi paralela a la costa atlántica de aproximadamente 50 km.
Desde 2019 está en construcción en Marshall el proyecto urbanístico y social  llamado City of Hope (Ciudad de la Esperanza).  Contempla la creación de viviendas, un centro deportivo con piscina, cancha de baloncesto, parque infantil y un campo de fútbol que ocuparán 25 000 m². El proyecto está impulsado por la Fundación Clar Marie Weah y la Fundación Clar Hope y se destinará a familias desfavorecidas, infancia en situación de abandono y personas que necesiten rehabilitación por drogodependencia.